# Жагуаруна (аэропорт)
Жагуаруна (порт. Jaguaruna), Региональный аэропорт имени Умберто Гиззо Бортолуцци — аэропорт в Бразилии. Обслуживает города Жагуаруна и Крисиума, а также южный регион штата Санта-Катарина. Обеспечивает авиаперевозки для 900 тысяч жителей, проживающих в 48 муниципалитетах, включая районы Арарангуа и Крисиума.
Назван в честь Умберто Гиззо Бортолуцци, известного политика и общественного деятеля.
Аэропорт находится в ведении компании RDL Aeroportos.
Он был создан для обслуживания крупных самолётов, таких как Boeing 737 и Airbus A320.  
Главный оператор аэронавигационных систем обслуживает различные типы самолётов, включая ATR-72, Fokker 100, Embraer E-170, Embraer E-175, Embraer E-190 и Embraer E-195. Также он обеспечивает навигацию для Boeing 737-300, Boeing 737-600, Boeing 737-700, Airbus A318 и Airbus A319, которые вмещают не менее 144 пассажиров. Кроме того, оператор предоставляет информацию о самолётах Airbus A320, Airbus A321, Boeing 737-800, Boeing 737-900, Boeing 757, Boeing 767 и Airbus A330.

## История
В начале 2000-х годов начались активные дискуссии о строительстве нового аэропорта. Одним из основных препятствий на пути к реализации проекта стал действующий аэропорт Диомицио Фрейтаса в Форкильинья. Когда предложение о строительстве нового аэропорта было озвучено, между лидерами возникли разногласия. В Крисиуме предложили расширить существующий аэропорт Форкильинья, который функционирует с 1979 года. В то же время Акула выступил с инициативой строительства нового аэропорта, а представители организаций Арарангуа и Лагуна предложили свои муниципалитеты в качестве возможных вариантов. После проведения технического исследования было установлено, что лучшим вариантом для строительства нового аэропорта является Жагуаруна.
Аэропорт начал свою работу 27 апреля 2015 года.
28 ноября 2024 года компания RDL Aeroportos получила 30-летнюю концессию на эксплуатацию аэропорта.

## Местоположение
Аэропорт находится в 16 километрах от центра города Жагуаруна, в 29 километрах от центра города Тубаран и в 33 километрах от центра города Крисиума.